# Aloe lineata
Aloe lineata ist eine Art aus der Gattung der Aloen (Aloe) in der Unterfamilie der Affodillgewächse (Asphodeloideae). Das Artepitheton lineata stammt aus dem Lateinischen, bedeutet ‚gestreift‘ und verweist auf die längliche Musterung der Blätter der Art.

## Beschreibung

### Vegetative Merkmale
Aloe lineata wächst stammbildend, ist einzeln oder verzweigt. Der einfache Stamm ist bis zu 1,5 Meter lang und in der Regel mit toten Blättern bedeckt. Die 30 bis 40, lanzettlich spitz zulaufenden Laubblätter bilden eine dichte Rosette. Die trüb bis leuchtend grüne, deutlich linierte Blattspreite ist 30 bis 40 Zentimeter lang und 7 bis 9 Zentimeter breit. Die stechenden, rötlich braunen Zähne am rötlich braunen Blattrand sind 4 bis 6 Millimeter lang und stehen 5 bis 15 Millimeter voneinander entfernt.

### Blütenstände und Blüten
Der einfache Blütenstand erreicht eine Länge von 75 bis 100 Zentimeter. Die ziemlich dichten, konischen Trauben sind 20 bis 30 Zentimeter lang. Die deltoid-spitzen Brakteen weisen eine Länge von etwa 20 Millimeter auf. Die lachrosafarbenen Blüten stehen an 40 Millimeter langen Blütenstielen. Die Blüten sind 45 bis 50 Millimeter lang und an ihrer Basis gestutzt. Auf Höhe des Fruchtknotens weisen sie einen Durchmesser von 9 Millimeter auf. Darüber sind sie auf 8 Millimeter verengt, dann auf 11 Millimeter erweitert und schließlich zur Mündung leicht verengt. Ihre äußeren Perigonblätter sind fast nicht miteinander verwachsen. Die Staubblätter und der Griffel ragen leicht aus der Blüte heraus. Die Blütezeit reicht vom Februar bis in den März.

### Genetik
Die Chromosomenzahl beträgt {\displaystyle 2n=14}.

## Systematik und Verbreitung
Aloe lineata ist in Südafrika verbreitet. Aloe lineata var. lineata wächst in den Provinzen Westkap und Ostkap im Trockenbusch und auf Grasland von Meereshöhe bis in Höhen von 1400 Metern. Aloe lineata var. muirii ist in der Provinz Westkap auf Quarzithängen verbreitet.
Die Erstbeschreibung als Aloe perfoliata var. lineata wurde 1789 von William Aiton veröffentlicht. Haworth hob die Varietät 1804 in den Rang einer Art. Es werden folgende Varietäten unterschieden:
- Aloe lineata var. lineata
- Aloe lineata var. muirii (Marl.) Reynolds

Aloe lineata var. lineata

Synonyme sind Aloe lineata var. glaucescens Haw. (1821) und Aloe lineata var. viridis Haw. (1821).
Aloe lineata var. muirii

Die Varietät unterscheidet sich von Aloe lineata var. lineata durch die größeren Blattrandzähne und die leuchtend gelblich grünen bis leicht orangeroten Blätter, die deutlicher rötlich-liniert sind. Die Blütezeit reicht abweichend in der Regel vom Juli bis in den September.
Der Erstbeschreibung als Aloe muirii durch Rudolf Marloth wurde 1929 veröffentlicht. Gilbert Westacott Reynolds stellte die Art 1950 als Varietät zu Aloe lineata.

## Nachweise